# Cinnamomum mairei
Espèce
Statut de conservation UICN

 EN B1+2c : En danger
Cinnamomum mairei est une espèce de plantes à fleurs de la famille des Lauraceae.

## Publication originale
- Repertorium Specierum Novarum Regni Vegetabilis 13(355–358): 174. 1914. (28 Feb 1914)